# Corneliuskerk (Noordwelle)

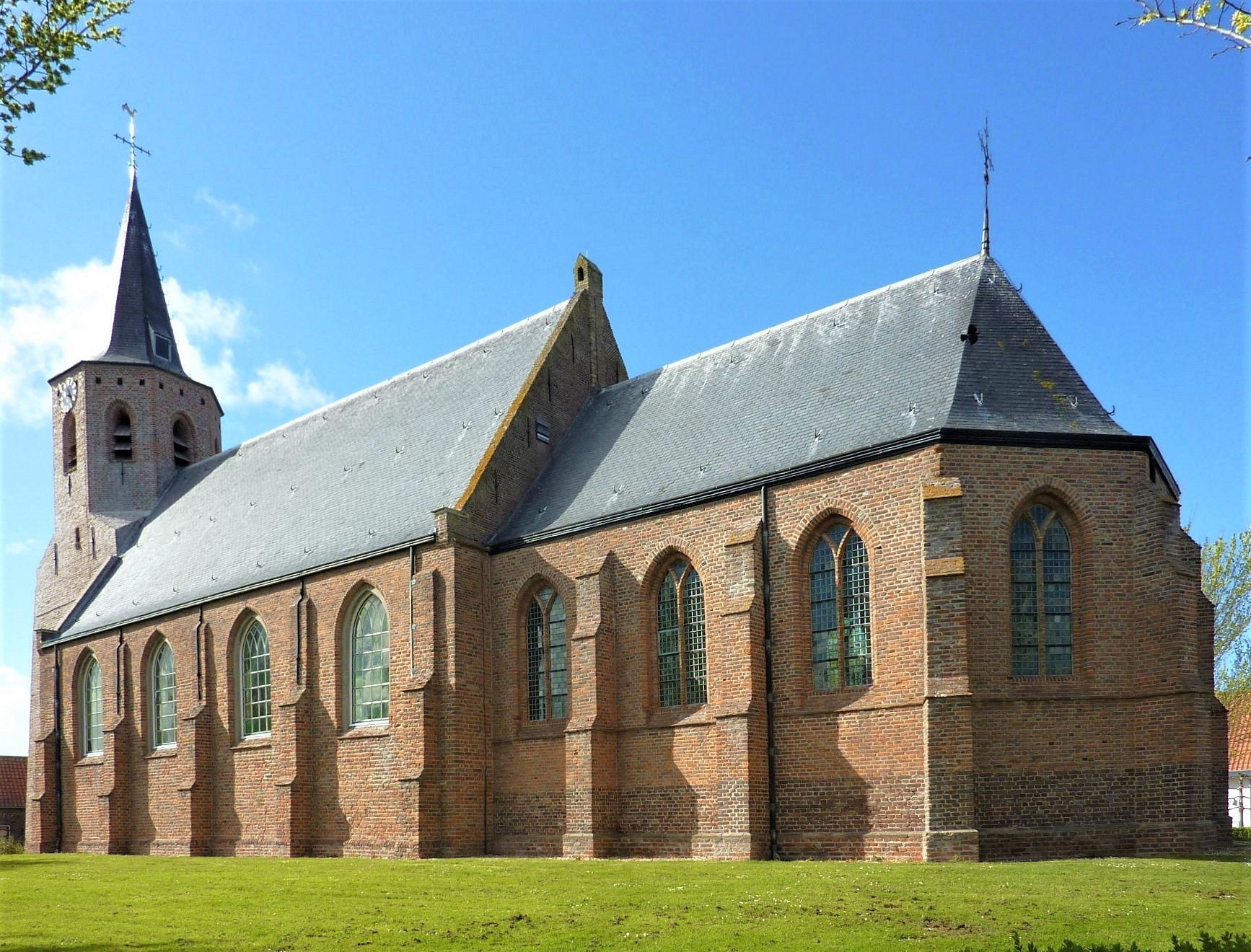
Die Corneliuskerk zu Noordwelle

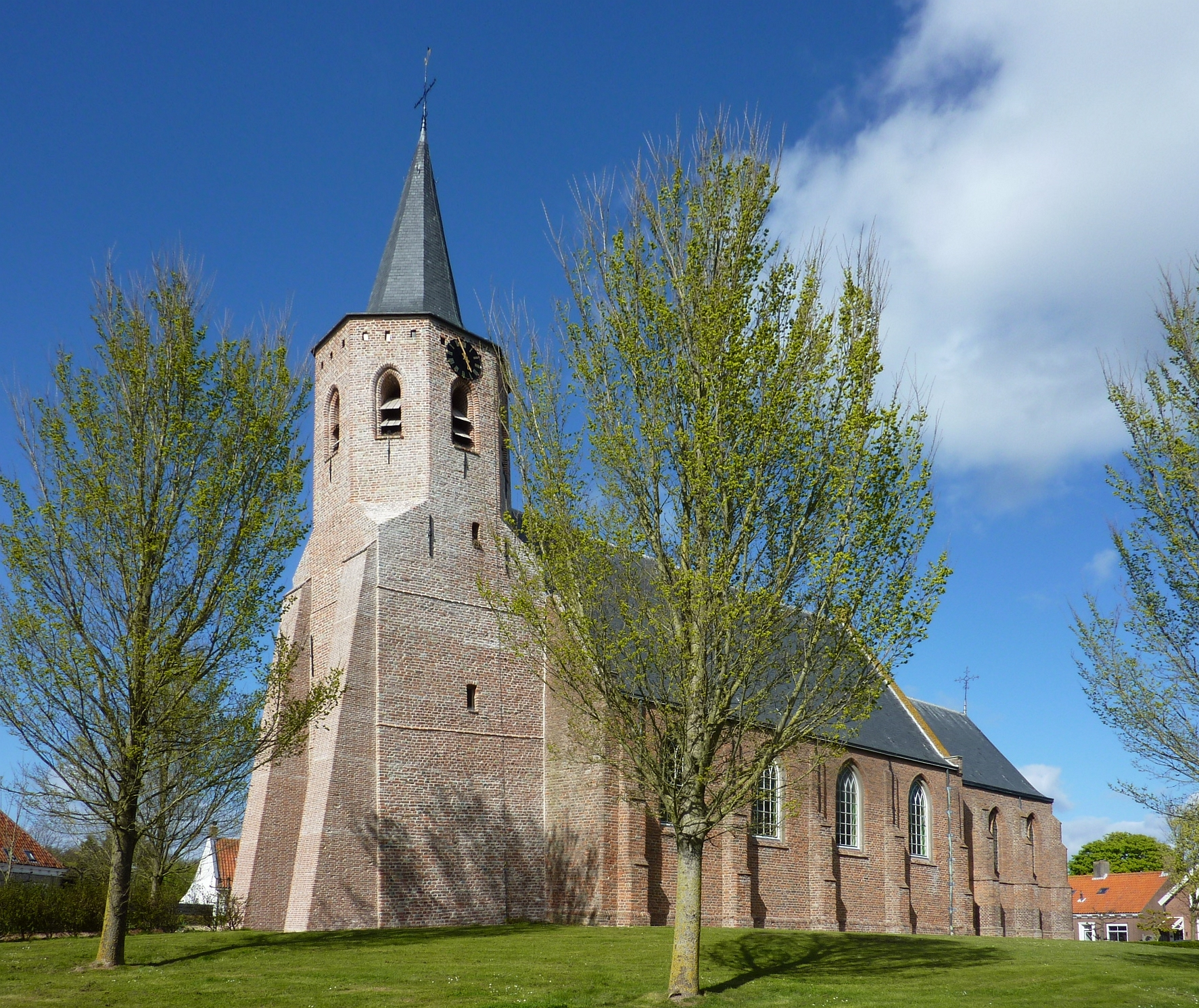
Blick zum Turm

Die Corneliuskerk ist eine spätgotische evangelisch-reformierte Pfarrkirche zu Noordwelle (Gemeinde Schouwen-Duiveland) in der niederländischen Provinz Zeeland. 

## Geschichte
Die Corneliuskerk ist eine Kirche mit vierjochigem Schiff und einem dreijochigen Langchor mit 5/8-Schluss. Sie war bis zur Reformation einem Heiligen Cornelius geweiht. Die Erbauung des Gotteshauses wird in die zweite Hälfte des 15. Jahrhunderts datiert.
Im Zuge der Belagerung von Zierikzee durch die Spanier während des Achtzigjährigen Krieges kam es 1575 zu einer Flutung Schouwen-Duivelands durch die Verteidiger. Spanische Truppen flüchteten sich in Noordwelle in die höher gelegene Pfarrkirche und zuletzt auf deren Turm. Alle Spanier starben, als die Kirche schließlich in Brand gesetzt wurde. Später wurde die Kirche wieder hergerichtet. 1754 wurde die Turmspitze durch einen neuen markanten achtkantigen Aufsatz auf den quadratischen Turmuntergeschossen ersetzt. 1892 wurde der im reformierten Gottesdienst seiner Funktion beraubte Langchor abgeteilt und dort eine Schule eingerichtet. Diese Baumaßnahme machte man im Zuge einer Renovierung 1960 wieder rückgängig. Heute gehört die Kirche gemeinsam mit der Jacobuskerk zur Hervormde Gemeente Renesse/Noordwelle innerhalb der Protestantischen Kirche in den Niederlanden.